# Lasiurus atratus
Lasiurus atratus är en fladdermusart i familjen läderlappar som först beskrevs av Charles Overton Handley 1996. Tidigare antogs att populationen tillhör Lasiurus borealis. Fram till 2008 var bara omkring 20 individer dokumenterade. Artepitet atratus är latin och betyder svart. Det syftar på flygmembranens färg.

## Utseende
Två individer som var kända när arten beskrevs hade en absolut längd (med svans) av cirka 115 mm och en underarmlängd av cirka 47 mm. Håren på ryggen är rödaktiga och de saknar vita eller svarta spetsar. Arten har ett svart ansikte och en rödaktig haka. På buken förekommer ett mönster i vit och svart eller brun. På vingarna har även regionerna kring underarmarna och kring fingrarna samma svarta färg som resten av flygmembranen. En del av flygmembranen som ligger mellan bakbenen är täckt med päls.

## Utbredning och status
Denna fladdermus förekommer i regionen Guyana i nordöstra Sydamerika. Individer av arten dokumenterades i städsegröna skogar, i lövfällande skogar och i öppna landskap. Troligen vilar arten liksom andra medlemmar av samma släkte i trädens håligheter. Antagligen jagar fladdermusen flygande insekter.
För arten är inga allvarliga hot kända. Den är sällsynt men IUCN listar Lasiurus atratus som livskraftig (LC).